# Młoda i piękna
Młoda i piękna (fr. Jeune et jolie) – francuski dramat filmowy z 2013 roku w reżyserii François Ozona. Wyprodukowany przez Wild Bunch. Zdjęcia kręcono w Paryżu oraz na plaży w Le Pradet (departament Var).
Światowa premiera filmu miała miejsce 16 maja 2013 roku podczas 66. Międzynarodowego Festiwalu Filmowego w Cannes i był także nominowany do nagrody Złotej Palmy oraz otrzymał pochwały od krytyków filmowych. Trzy miesiące później po premierze w Cannes film pojawił się we Francji 21 sierpnia 2013 roku. W Polsce premiera filmu odbyła się 22 listopada 2013 roku.

## Opis fabuły
Isabelle (Marine Vacth) ma 17 lat. Spędza nad morzem wakacje z przyjaciółmi i rodziną – młodszym bratem Victorem, mamą i ojczymem. Na plaży poznaje przystojnego niemieckiego turystę Felixa, który zostaje jej pierwszym kochankiem. Odtąd dziewczyna coraz bardziej interesuje się erotyką i ogląda filmy pornograficzne w internecie. Jesienią zaczyna zarabiać jako prostytutka i idzie na studia. Czasem spotyka się w eleganckich hotelach z miłymi starszymi panami, jak dystyngowany Georges, niekiedy jednak z jej usług korzystają prymitywni mężczyźni w podłych motelach. Tylko brat zna jej tajemnicę. Pewnego dnia jeden z klientów Isabelle umiera przy niej w łóżku.

## Obsada
- Marine Vacth jako Isabelle
- Charlotte Rampling jako Alice

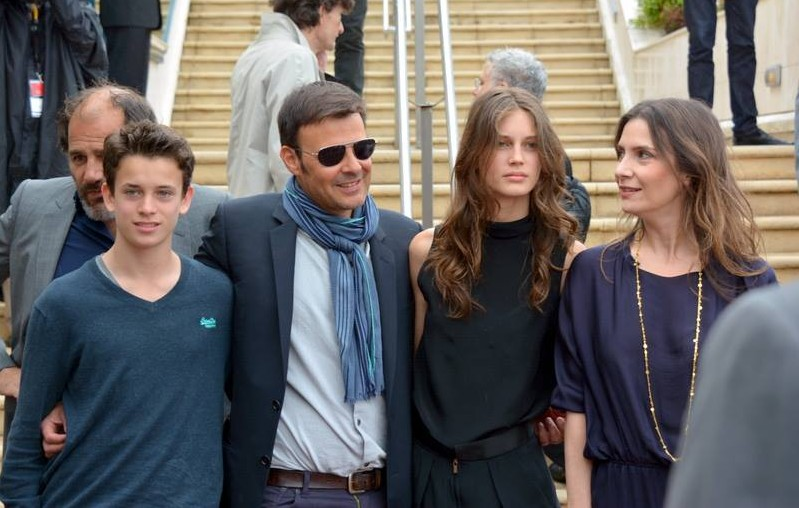
François Ozon wraz z głównymi aktorami podczas Międzynarodowego Festiwalu Filmowego w Cannes w 2013 roku.

- Frédéric Pierrot jako Patrick, ojczym Isabelle
- Géraldine Pailhas jako Sylvie, matka Isabelle
- Nathalie Richard jako Véro
- Akéla Sari jako Mouna
- Lucas Prisor jako Felix, niemiecki turysta
- Fantin Ravat jako Victor, brat Isabelle